# Udubidae
Udubidae es una familia de arañas araneomorfas que se clasificaban antiguamente en Zorocratidae.

## Distribución
Todas las especies viven en el paleotrópico.

## Sistemática
Se reconocen los siguientes géneros según WSC:
- Campostichomma Karsch, 1892 – Sri Lanka
- Raecius Simon, 1892 – África (Camerún a Etiopía)
- Uduba Simon, 1880 – Madagascar
- Zorodictyna Strand, 1907 – Madagascar